# Boldinasco
Boldinasco (Boldinasch in dialetto milanese, AFI: [buldiˈnask]) è un quartiere  di Milano appartenente al Municipio 8 e posto nella periferia nord-occidentale della città, in corrispondenza del tratto finale di penetrazione urbana del Cavalcavia del Ghisallo. Boldinasco è incluso nel NIL  n. 71, denominato: “Villapizzone, Cagnola, Boldinasco". 

## Storia
Boldinasco fu nominata per la prima volta, come Boldinascho, nel 1346.
Nell'ambito della suddivisione del territorio milanese in pievi, apparteneva alla Pieve di Trenno, e confinava a nord con Garegnano e Villapizzone, ad est coi Corpi Santi, a sud e ad ovest con Trenno. Nell'estimo voluto dall'imperatrice Maria Teresa nel 1771, risultò avere 67 abitanti.
In età napoleonica Boldinasco fu annessa a Milano nel 1808, recuperando l'autonomia nel 1816 con la costituzione del Regno Lombardo-Veneto.
Nel 1869 Boldinasco fu aggregata al comune di Musocco, a sua volta aggregato a Milano nel 1923.

## Infrastrutture e trasporti
Boldinasco è attraversato dalla tratta finale di penetrazione urbana del Cavalcavia del Ghisallo. Altre arterie importanti che attraversano il quartiere sono via Gallarate, che rappresenta la tratta iniziale della strada statale 33 del Sempione (che collega Milano-Arco della Pace a Iselle di Trasquera e al Canton Vallese), viale Espinasse e viale Certosa.
Il quartiere non è servito da linee metropolitane o ferroviarie. Tuttavia, poco distante dal confine con il quartiere, si trova, all'interno dell'attiguo QT8, l'omonima stazione della linea M1 della metropolitana di Milano.
Varie linee di autobus e di tram, gestite da ATM, collegano Boldinasco ai quartieri limitrofi e al centro di Milano.